# Адонії

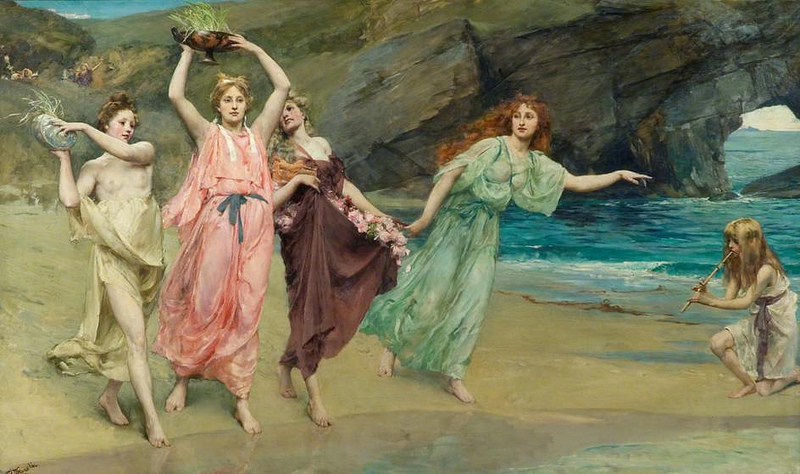
Квіти Адоніса, Джон Рейнхард Уегелін, 1888

Адо́нії (Adonia) — свята на честь Адоніса, які головним чином пов’язувалися з смертю гарного юнака; відбувалися щороку, переважно в липні або навесні, і складалися з двох частин: під час першої оплакувалася смерть Адоніса, в другій з великою радістю святкували його повернення до Афродіти. У Біблії, де адонії святкували з надзвичайною пишнотою, спочатку виставляли зображення Адоніса в супроводі тужливих пісень і похоронних обрядів; потім наставало радісне святкування з нагоди повернення Адоніса з Аїду. У Греції, особливо в Афінах, де в адоніях брали участь переважно жінки, святкували простіше й скромніше. Крім того, на адоніях виставляли в горщиках рослини, що швидко розвиваються й швидко в’януть — «садочки Адоніса»; цим символізувалася недовговічність розквіту в природі і в житті. Свята Адоніса при александрійському дворі, де спочатку вшановували прекрасного юнака, а потім оплакували його смерть (зберігаючи надію на його повернення), описали Теокріт та Біон.